# Elias Torrecillas
Elias Torrecillas   (Barcelona, 1982) és un actor, còmic, ballarí i presentador. Va estudiar a l'Escola de Teatre Nancy Tuñón a Barcelona i es va formar a altres centres com la Casona, el Palacete de la Boro, el Timbal. També va realitzar un Màster en Dansa Teatre amb Mercedes Boronat.
Al teatre, ha treballat a Black Side Story (2022), Lóng de Kernel Dance Theatre (2021) i Dansa Per Tutti (2022). A televisió, ha participat en els programes Homozzaping, Hotel Romántico, Polònia i Crackòvia.
Compagina l’activitat d’actor i còmic amb tasques de director artístic i productor de la companyia TransTorners.

## Carrera professional

### Teatre
Començà a treballar amb La Roda produccions a diferents espectacles fent gires per Espanya. Al 2006, s'incorpora a Corporación Antiestética i al 2011 a la companyia Liquidación por Derribo. Al 2012 crea la companyia Trastorners amb altres dos companys.

### Televisió
Ha treballat a les sèries El cor de la ciutat, Porca Misèria, La Tira, Telefusión, La que se avecina i Palomitas. Pel que fa a programes de televisió, ha participat a Buenas noches y Buenafuente, Polònia i Crackòvia fent imitacions de personatges.

### Cinema
Ha participat als films Rhesus(2010), Chuecatown (2007), Rumors (2006), Sueños para recordar (2008).